# Director de obra
El director de obra  es uno de los agentes de la edificación que participan en el proceso de construcción de un proyecto arquitectónico. Queda definido en la Ley de Ordenación de la Edificación de España como el agente que, formando parte de la Dirección facultativa, dirige el desarrollo de la obra en los aspectos técnicos, estéticos, urbanísticos y medioambientales, de conformidad con el proyecto que la define, la licencia de edificación y demás autorizaciones preceptivas, y las condiciones del contrato, con el objetivo de asegurar su adecuación al fin propuesto.
Podrán dirigir los proyectos parciales o complementarios otros técnicos competentes, pero siempre bajo la coordinación del director de obra. 

## Obligaciones
- Estar en posesión de la titulación académica y profesional habilitante, y cumplir las condiciones exigibles para el ejercicio de la profesión (las personas jurídicas deben designar un técnico competente y capacitado para ser director de obra).
- Verificar el replanteo y la adecuación de la cimentación y de la estructura proyectadas a las características geotécnicas del terreno.
- Resolver las contingencias que se produzcan en la realización de la obra y consignar en el Libro de Órdenes y Asistencias las instrucciones precisas para la correcta interpretación del proyecto.
- Elaborar, a requerimiento del promotor o con su conformidad, modificaciones al proyecto exigidas por la marcha de la obra, siempre que se ajusten a las disposiciones normativas de aplicación.
- Suscribir el acta de replanteo o de inicio y el certificado final de obra.
- Elaborar y suscribir la documentación de la obra ejecutada para entregarla al promotor, con los visados que en su caso fueran preceptivos.
- Conformar las certificaciones parciales y la liquidación final de las unidades de obra ejecutadas.

## Titulaciones académicas habilitantes
Las titulaciones académicas habilitantes dependen del uso principal de la edificación, ya sea de carácter público o privado:
| Uso | Titulación académica habilitante                             |
| Administrativo, sanitario, religioso, residencial, docente o cultural | Arquitecto                                                   |
| Aeronáutico; agropecuario; de la energía; de la hidráulica; minero; de telecomunicaciones; de transporte terrestre; marítimo; fluvial y aéreo; forestal; industrial; naval; de la ingeniería del saneamiento e higiene, y accesorio a las obras de ingeniería y su explotación | Ingeniero, Ingeniero técnico, Arquitecto                     |
| Todas las demás edificaciones cuyos usos no estén expresamente relacionados en los grupos anteriores | Arquitecto, Arquitecto técnico, ingeniero, ingeniero técnico |